# Jean Martin (pianiste)
Pour les articles homonymes, voir Jean Martin et Martin.
Jean Martin (né à Lyon le 7 novembre 1927 et mort le 7 octobre 2020 à Montreuil) est un pianiste français.

## Biographie
Jean Martin commence l'étude de la musique à Lyon puis au Conservatoire de Paris où il est l'élève d'Yves Nat et de Pierre Pasquier. Diplômé en 1948, il se perfectionne également sous la direction de Guido Agosti en 1960.
Il enseigne successivement aux conservatoires de Grenoble (1953-1960), Saint-Quentin (1964-1974), Bobigny (1974-1980), puis il est nommé à Lyon (1981-1991) et au Conservatoire de Versailles (1991-1996). Il occupe également le poste de directeur de la musique, d'abord au Théâtre Essaïon (1976-1979), puis au Théâtre Présent Sylvia Montfort (1994-1996), à Paris. Il donne également des classes de maître d'interprétation à Porto.
Jean Martin est spécialiste du répertoire romantique. Il a enregistré, en particulier, deux albums consacrés au piano de Carl Maria von Weber, cinq albums à Robert Schumann, deux albums à Stephen Heller et Gabriel Fauré, ainsi que des œuvres de Clara Schumann, Johannes Brahms, Benjamin Godard et Theodor Kirchner. Le compositeur Claude Ballif lui a dédié un certain nombre de compositions pour piano, notamment la 5e Sonate. 
Dans les années 1970, il joue au sein du Trio Delta, avec la violoniste Flora Elphège et le violoncelliste Claude Burgos. La critique a noté dans le jeu de Jean Martin « le tempérament, la richesse des sonorités et la sagesse de l'interprétation ».

## Écrits
- Jouez avec doigté… : deux mains… dix doigts… mais tellement plus : traité sur les doigtés  (avec la collaboration de Philippe Barraud), Lyon, Aléas, 2001, 87 p. (ISBN 2-84301-037-3, OCLC 77357524, BNF 39645409)